# Маргарет Малер
Маргарет Шьонберґер, у шлюбі Малер (англ. Margaret Schönberger Mahler; 10 травня 1897, Шопрон, Австро-Угорщина — 2 жовтня 1985, Нью-Йорк, США) — угорсько-американська психіатриня. Вважається однією з центральних постатей у становленні науки психоаналізу. Її дослідницька діяльність в основному була спрямована на вивчення здорового розвитку дитини, більшу частину свого життя вона присвятила дитячому психоаналізу та процесу усвідомлення дітьми власного «я». Малер розробила теорію сепарації-індивідуації у розвитку дитини.

## Біографія
Маргарет Шьонберґер народилася 10 травня 1897 року в єврейській родині у невеликому містечку Шопроне на північному заході Угорщини. Дитинство Маргарет і її молодшої сестри було важким через часті конфлікти батьків. Однак батько не переставав заохочувати її старання й успіхи у математиці й інших науках. Після закінчення жіночого ліцею вона вступила до гімназії у Будапешті, попри те, що на той час жінки рідко продовжували освітню діяльність у вищих навчальних закладах. Перебування у Будапешті справило великий вплив на її життя та кар'єру. Вона познайомилася з впливовим угорським психоаналітиком Шандором Ференці, після чого захопилася концепцією несвідомого та поринула у читання Зигмунда Фройда.
У вересні 1916 року Маргарет Малер розпочала вивчення історії мистецтв у Будапештському університеті, у січні 1917 року змінила спеціальність, обравши медицину. Через три семестри вона розпочала медичну підготовку у Мюнхенському університеті, але була змушена піти через наростаючу напруженість стосовно євреїв. Навесні 1920 року вона вступила до Єнського університету, і саме там почала вивчати й усвідомлювати необхідність гри та любові у розумово та фізично здоровому розвитку немовлят. У 1922 році здобула диплом з відзнакою та вирушила до Відня, щоб придбати ліцензію, яка б дозволила їй займатися лікарською практикою. Там у 1926 році разом з Геленою Дойч розпочала роботу з дидактичного психоаналізу. Через сім років затверджена як лікар-психоаналітик. Їй подобалось працювати з дітьми і з якою радістю діти взаємодіяли з нею.
У 1936 році вступила в шлюб з Полом Малером. Після приходу до влади нацистів пара переїхала до Великої Британії, а потім у 1938 році до США. Отримавши медичну ліцензію у Нью-Йорку, Малер у своєму підвалі започаткувала приватну практику та почала відновлювати клієнтську базу. У 1939 році вона познайомилася з Бенджаміном Споком і після проведення семінару з дитячого психоаналізу у 1940 році стала старшою викладачкою цього предмету. Вона увійшла до Інституту розвитку людського потенціалу, Інституту освіти та Нью-Йоркської психоаналітичної спільноти. У 1948 році Маргарет Малер працювала над клінічними дослідженнями з доброякісних і злоякісних випадків у захворюваннях дитячого психозу.
У 1980 році Барнард-коледж на церемонії відкриття присудив Маргарет Малер їхню вищу нагороду, медаль за видатні заслуги Барнарда.
Маргарет Малер померла 2 жовтня 1985 року.

## Кар'єра
Маргарет Малер обіймала посаду психоаналітика, працюючи з дітьми, які мали психічні відхилення.
У 1950 році Маргарет Малер з Мануелем Фюрером заснувала провідний Дитячий центр на Мангеттені (він був пов'язаний зі шпиталем Маунт-Сінай). Там вона розробляла модель тристороннього лікування, однією з концепцій якої була участь матері у лікуванні дитини. Малер розпочала більш конструктивне дослідження серйозних порушень психіки у дитинстві та відводила значну роль впливу навколишнього середовища на дитину. Її особливо цікавила ідея ментального та фізичного зв'язку матері та дитини, тому вона ретельно фіксувала всі експериментальні наслідки занадто раннього розлучення немовляти з матір'ю. Це дослідження про процес сепарації-індивідуації було її найважливішим внеском у розвиток психоаналізу.
Сепарація-індивідуація може розглядатися як психологічне народження немовляти, яке відбувається у той момент, коли дитина відокремлюється від матері та починає усвідомлювати власне «Я».
Малер роз'яснювала нормальні й аномальні особливості у психології розвитку его-психології. Вона працювала з дітьми, у яких спостерігався психоз, тоді як цей розлад і способи його лікування ще не були повністю вивчені психоаналітиками.
Симбіотичний дитячий психоз вражав її. Симптоми виявлялися у тому, що у дитини втрачалося виразне усвідомлення самої себе й уявлення навколишнього світу (уявлення про знайому людину), народжувався конфлікт між «Я» та зовнішнім світом. Її найістотніша робота — «Психологічне народження людського немовляти: симбіоз й індивідуація», написана у 1975 році у співавторстві з Фредом Пайн й Ані Бергман.

## Теорія сепарація-індивідуація у розвитку дітей
У теорії Малер розвиток дитини відбувається поетапно, кожен із яких має кілька субфаз:
- Нормальна аутична фаза — фаза перших кількох тижнів життя. Немовля вже з'явилося на світ і самостійно сприймає навколишнє. Проте більшу частину дня проводить у напівсплячому-напівбадьорому стані. Малер пізніше відмовилася від теорії існування цієї фази, ґрунтуючись на нових результатах свого дослідження[4]. Проте цей етап, як і раніше, з'являється у багатьох книгах з її теорій.
- Фаза нормального симбіозу — триває до 5 місяців. Дитина виділяє з навколишнього образ своєї матері, але ще не може відокремлювати свою індивідуальність від зовнішнього світу. Немовля та мати стають одним цілим, між ними й іншою областю незвіданого з'являється бар'єр.
- Фаза сепарація-індивідуація. Встановлення цієї фази означає закінчення фази нормального симбіозу. Процес сепарації говорить про усвідомлення немовлям меж об'єктів, про здатність встановити різницю між собою та матір'ю, тоді як процес індивідуації має відношення до розвитку «его» немовляти, відчуття самого себе та здатності до пізнання. Малер пояснює, як дитина з віком кілька місяців виривається з «аутичної оболонки» у зовнішній світ людських взаємодій. Цей процес, позначений як сепарація-індивідуація, поділяється на субфази, кожна з яких має власний початок і кінець, а також певні загрози. Субфази протікають у певній послідовності, але не виключається їх частковий збіг.
  - Вилуплення — перші місяці. Немовля знає про існування відмінностей між ним і матір'ю. Дитина «вилупилася» — підвищується рухливість і збільшується інтерес до зовнішнього світу. Мати є об'єктом вивчення та порівняння з оточенням.
  - Практика — біля 9-16 місяців. Здібності немовляти повзати, а потім вільно ходити дозволяють йому активно поринати у дослідницьку діяльність, таким чином з'являються перші спроби фізичного віддалення від матері. Але все ще дитина сприймає матір як центр свого всесвіту.
  - Возз'єднання — 15-24 місяці. У цій субфазі немовля знову стає емоційно залежним від матері. Тепер дитина усвідомлює, що його фізична активність дедалі більше віддаляє його від матері, тому його увага до неї посилюється. Маля може відчувати невпевненість і хоче, щоб мати завжди була в його полі зору, так їх зоровий контакт, її заохочення або осуд виступають як орієнтація до можливості дослідити свій світ. Ризик полягає в тому, що мати може неправильно розуміти цю потребу та реагувати дратівливістю чи відсутністю. Це може призвести до того, що у дитини з'являться тривожні побоювання бути покинутою. Субфаза возз'єднання своєю чергою розділена на три періоди:
    - Початок возз'єднання — поведінка дитини мотивована бажанням поділитися своїми відкриттями з матір'ю.
    - Криза возз'єднання — дитина у взаємодії з матір'ю може або постійно хотіти відчувати емоційну близькість, або виявляти велику незалежність.
    - Рішення — розвиток здатності говорити та збільшення ролі совісті дає можливість приймати самостійні рішення.

Порушення в основних процесах сепарації-індивідуації можуть призвести згодом до порушення здатності зберігати свою індивідуальність у дорослому житті.

## Постійність об'єкта
Постійність (константність) об'єкта, схоже на поняття «постійність об'єкта» Жана Піаже, описує фазу, коли дитина розуміє, що мати має особливу ідентичність і справді є окремою людиною. Це призводить до формування інтерналізації, яка є внутрішнім уявленням про те, що дитина колись була частиною матері. Ця інтерналізація — це те, що дає дитині уявний образ, який допомагає на підсвідомому рівні бачити в матері втілення підтримки та комфорту. Недоліки у позитивній інтерналізації можуть призвести до почуття незахищеності та низької самооцінки у дорослому житті.

## Вибіркові твори
- On human symbiosis and vicissitudes of individuation, 1969.
- The psychological birth of the human infant: symbiosis and individuation, 1975.
- Infantile psychosis and early contributions
- Rapprochement — critical subphase, separation — individuation
- Separation — individuation